# Ingomar
Pour les articles homonymes, voir Ingomar (homonymie).
Pour plus de détails, voir Fiche technique et Distribution.
Ingomar (titre original : The Barbarian Ingomar ou Ingomar, the Barbarian) est un film muet américain réalisé par D. W. Griffith, sorti en 1908.

## Synopsis
Un fermier grec est capturé par des barbares, mais est sauvé par sa fille, à son tour sauvée du reste de la bande de barbares par le chef des barbares.

## Fiche technique
- Titre : Ingomar
- Titre original : The Barbarian Ingomar ou Ingomar, the Barbarian[2]
- Réalisation : D. W. Griffith
- Scénario : D. W. Griffith, d'après la nouvelle éponyme[3] d'Ernest Thompson Seton et/ou de l'adaptation de Der Sohn der Wildnis de Friedrich Halm par Marie Anne Lacy Lovell[4]
- Photographie : G. W. Bitzer
- Société de production et de distribution : American Mutoscope and Biograph Company[5]
- Pays de production :  États-Unis
- Format : Noir et blanc — 35 mm — 1,33:1 — Muet
- Métrage : 806 pieds (246 mètres[2])
- Genre : Film dramatique, Film romantique
- Durée : 13 minutes (à 16 images par seconde)[2]
- Dates de sortie : 
  - États-Unis : 13 octobre 1908

## Distribution
Les noms des personnages proviennent de l'Internet Movie Database.
- Wilfred Lucas
- Florence Lawrence : Parthenia
- Linda Arvidson
- Harry Solter : Myron
- Arthur V. Johnson : un barbare
- Charles Inslee : Ingomar
- D. W. Griffith
- George Gebhardt : Polydor[4],[6]
- Mack Sennett : un barbare[6]

## Production
- Les scènes du film ont été tournées les 5 et 8 septembre 1908 à Cos Cob, dans le Connecticut.